# マーキス・ティーグ
マーキス・ティーグ (Marquis Devante Teague 1993年2月28日- ) は、アメリカ合衆国・インディアナ州インディアナポリス出身のバスケットボール選手。兄はNBA選手のジェフ・ティーグ。

## 来歴
インディアナ州のパイク高校時代に超高校生級のポイントガードとして注目され、2011年のマクドナルド・オール・アメリカンゲームにも出場したティーグは、高校卒業後に名門ケンタッキー大学に進学。アンソニー・デイビス、マイケル・キッド＝ギルクリスト、テレンス・ジョーンズらと共にプレーし、1年生ながらスターターとして活躍し、2012年のNCAAトーナメントで優勝を経験。ティーグは上記の3選手と共に2012年のNBAドラフトにアーリーエントリーを表明し、29位でシカゴ・ブルズから指名された。
しかし、入団したブルズは、デリック・ローズが左膝の重傷のためにシーズン全休したにもかかわらず、ティーグは出身機会のチャンスを活かすことが出来ず、翌2013-2014シーズンも状況は変わらず、2014年1月21日にブルックリン・ネッツに放出。ネッツでも出場機会に恵まれず、2014-2015シーズン開幕前にフィラデルフィア・76ersに放出され、解雇された。
2014年11月1日、Dリーグドラフトでオクラホマシティ・サンダー傘下のオクラホマシティ・ブルーから指名を受け、Dリーグで再出発。2015年11月3日、再びブルーに所属することが決まった。
2018年3月24日、メンフィス・グリズリーズと10日間契約を結んだ。2018年4月3日、グリズリーズと正式契約を結んだ。